# Bezau
Bezau est un bourg du district de Brégence dans le Vorarlberg, Autriche. Il comptait 1 926 habitants en 2002.
Bezau est une station touristique de montagne ouverte à l'année (ski, randonnée). Son église est un édifice pittoresque édifié en 1906 (église de Saint Jodok). La commune possède également un musée local (Heimatmuseum) établi dans un chalet traditionnel.

## Célébrités
- Toni Innauer, sportif spécialiste du saut à ski
- Peter Thumb

## Jumelage
- Heiden (Suisse)